# 헬리콥터 부모

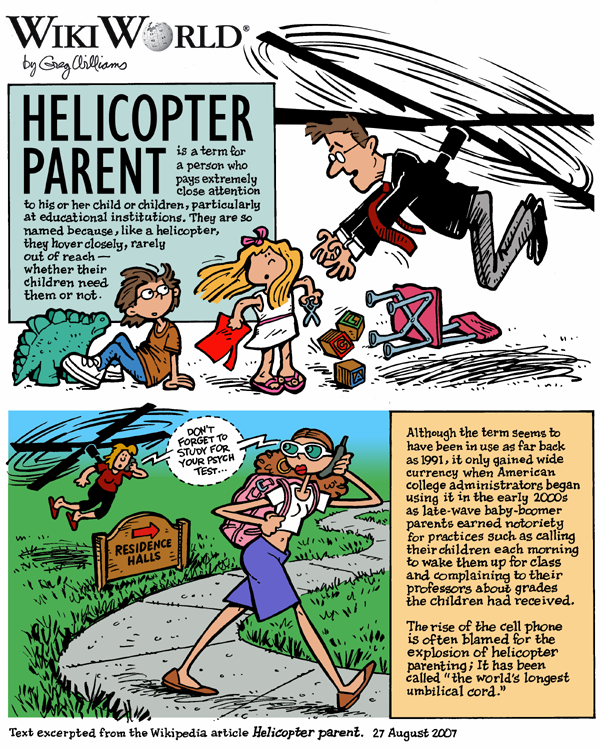

헬리콥터 부모(Helicopter parent)는 아이에게 언제나 잔소리를 하고, 학교와 교사에게 간섭을 하는 부모를 말한다. 자녀에게 언제나 간섭을 하여 자녀를 ‘마마보이’로 만드는 부모를 뜻하기도 한다. 1991년 《뉴스위크》의 네드 제먼이 처음 소개한 말이다.
지나친 부모의 간섭 하에서 자란 아이는 자신의 삶을 살지 못하고 공허감을 느낀다. 이런 아이들은 부모의 기대를 저버리지 않을까 노심초사하게 되고 용기가 없어지며 성공에만 집착해 작은 실패를 견디지 못하고 좌절하게 된다. 대인관계에도 문제가 생긴다. 자신의 생각이 없어지며 의존적인 성격이 된다. 부모의 과보호는 자녀의 폭력성을 높이기도 한다. 어렸을 때는 대개 별 문제가 없이 자라는 것처럼 보이지만, 성인이 되면 문제가 보이기 시작한다. 예를 들어 대학생이 되어서 공부를 거의 하지 않거나 부모와의 관계가 틀어지고 분노를 표출한다.
한편으로 경쟁을 부추기는 사회 제도로 인해 부모들이 자식들을 과보호한다는 주장도 있다. 과보호를 하는 부모들은 대개 자신들이 자식들을 과보호한다는 걸 모르는 경우가 많다. 이런 부모들은 '자식들이 하고 싶은 대로 하게 해 줬고, 잔소리도 거의 안 했는데 왜 저러는지 모르겠다'고 말한다. 성격에 따라 일부는 이를 가지고 화를 내거나 불쾌감을 보이는 것으로 알려졌다.
바람직한 양육은 자식들에게 기본적으로 필요한 것만 해주고, 나머지는 스스로 해결할 수 있도록 지켜보는 것이다. 양육의 최종 목적은 자식이 부모로부터 독립하여 살 수 있게 하는 것이다. 그 이상을 부모가 미리미리 자녀의 삶을 기획하여 준비해주는 것이 아니라, 자녀 스스로 원하는 것을 선택할 수 있게 하고, 부모의 도움이 필요한 것이 없는지 물어보고 최소한만 도와주어야 한다.
최근에는 무인 항공기의 유행으로 '드론 부모' 나 '잔디깎기 부모'라는 유사어도 있다. 전문가들의 의견으로는 이러한 부모 대부분이 자신의 재력만을 믿으며 자식이 그 재력을 물려받아야한다는 심리에 따라 지나치게 간섭하는 경우가 있으며 또 한편으로는 자식이 사고사나 인위사 등으로 인해서 사별할지 모른다는 강박감과 불안적인 심리에다가 형제자매 기준으로 그 자식들 중 일부가 사고사나 인위사 등으로 인해서 줄어들거나 잃을 수 있을지 모른다는 정신적인 트라우마와 불안감과 관련이 있다고 주장한다.

## 원인
- 오직 성공만을 강요 : 실패와 실수를 일절 포용하거나 허용하지 않으며 작은 실수조차도 자식에게 분노하고 지나친 질책을 부추긴다.
- 가족간의 불화 : 가족간의 불화가 깊을수록 자식에 대한 간섭이 심할 수 있으며 이는 마마보이와도 연관된다. 부부관계가 좋은 경우, 자식에 대한 간섭이 거의 없다. 남편이라는 남성으로부터 결핍된 사랑을 아들을 이용하여 충족시키려는 것이다.
- 줄어드는 자식 수와 자식의 죽음에 대한 두려움 : 자식이 줄어들거나 자식이 죽게 될수록 이러한 성향이 짙은데 자식이 위험지역 등에 가기만 해도 바로 참견이나 간섭을 한다.
- 무조건적인 무관용과 원칙고수 : 이러한 부모들 대부분은 관용이 없고 오직 자신의 원칙을 삼으며 자녀를 잡으려는 성격이 강하다.
- 내 자식만이 소중하다 : 오직 내 자식만이 소중하며 다른 자식들은 경우에 따라 배척하거나 증오하는 성격이 강하다.
- 정신적인 불안감 : 왠지 내 자식을 잃을지 모른다는 정신적인 불안감으로 인해서 이러한 경우가 있다. 과잉보호라고도 한다.
- 누가 마음대로 하라고 했어? : 이러한 부모들은 제 자식이 잘못한 일을 한 것이 아니거나 단순한 일조차도 자기의 동의없이 마음대로 했다며 심하게 질책하고 극성을 부려서 자식들의 기를 죽게 만드는 경향이 있다.
- 너는 왜 다른 애보다 못하냐 : 부모들 중에서는 자기 자식이 남의 자식보다 못하다면서 그 자식처럼 되라며 강요적인 행태를 보이기도 하다. 심하면 남의 자식을 칭찬하면서도 자기 자식은 그보다 못하면 증오와 폄하하는 성격도 있다. 대개 이런 경우는 갑부급이거나 가족간의 불화를 겪은 경우가 대부분 많으며 그렇지 않은 빈곤 가정이나 금슬이 좋은 가정에서는 보기 드문 현상으로 이쪽 가정들은 대부분 자기 자식을 자력으로 키워내려는 의지와 성향이 강하다. 이는 자식을 망치는 일이다.
- 부모 본인의 단점 숨기기 : 부모 본인은 자신이 부족하다는 것을 알면서도 자식이나 아랫이들에게는 수치스러울 수도 있다며 이를 알지 못하기 위해 자기 자식을 억압하고 폭행 등으로 억누르려는 성향이 강하며 그에 따라 지나친 독선으로 인한 지배력을 통해서 부모 본인의 단점을 숨기려고 사사건건 간섭하는 경우가 많다.
- 부모가 자식을 개인 사유물로 생각함 : 자식이기 때문에 자기 마음대로 대해도 된다고 생각하며 자식의 직업과 미래를 부모가 강요하는 성향이 강하며 이에 따라 자식이 부모가 원하지 않는 직업에 종사할까봐 사사건건 간섭한다. 이 중 가장 극단적 사례가 이은석 군으로 어머니가 육군사관학교에 입학하라고 강요했으나 이를 거부하고 K대학교에 진학했으며 이로 인해 더욱 노골적인 학대를 받다가 결국 극단적인 사건을 일으키고 말았다.

## 같이 보기
- 양육 방식
- 나르시시즘

## 관련 기사
- 최연진 (2014년 8월 9일). “회사가 결정한 중동 파견 엄마가 전화해 "못 보낸다"”. 《한국일보》. 2018년 4월 9일에 원본 문서에서 보존된 문서. 2018년 4월 8일에 확인함.